# Aechmea flemingii
Espèce
Classification phylogénétique
Aechmea flemingii est une espèce de plantes à fleurs de la famille des Bromeliaceae, endémique de la Guadeloupe dans les Antilles françaises.

## Distribution
L'espèce est endémique de la Guadeloupe. Elle a été découverte en 1985 dans les bois à Pterocarpus au nord de l'aéroport du Raizet.

## Description
L'espèce est épiphyte.